# Димитар Влахов
Димитар Влахов (Кукуш, 8. новембар 1878 — Београд, 7. април 1953) је био македонски и југословенски политичар, дипломата и публициста из Егејске Македоније. После Другог светског рата друштвено-политички радник ФНР Југославије и НР Македоније.

## Биографија
Рођен је 8. новембра 1878. године у Кукушу. Школовао се у родном граду, Солуну и Софији. Студирао је у Немачкој и Швајцарској, 1903. године је дипломирао хемију на Софијском универзитету.
Веома рано се укључио у македонски национално-ослободилачки покрет. Године 1904. је постао члан Централног комитета ВМРО-а и руководилац ВМРО-а у Солуну. Био је ухапшен 1904. од турских власти и служио казну до 1905. године.
За време боравка у Швајцарској, повезао се са социјалистичким круговима. По избијању Младотурске револуције 1908, био је изабран за посланика у новом Отоманском парламенту као представник левице у македонском национално-ослободилачком покрету. Био је члан Народне федеративне партије. Учествовао је и у раду Солунске социјалистичке федерације.
После Балканских ратова, револуционарну делатност је наставио из емиграције.
Године 1917. после анексије Македоније од стране Бугарске, Дмитар Влахов је постао управник Приштинске области. После завршетка Првог светског рата је вршио дужност бугарског генералног конзула, прво у Одеси, а потом у Бечу.
Године 1924. био је један од организатора потписивања тлз. „Мајског манифеста“ у Бечу, у којем ВМРО усаглашава дејство заједно са комунистичким партијама Балкана. Тако је учествовао у формирању ВМРО (уједињене), одбацујући терористичке методе деловања ВМРО-а под утицајем Ванча Михајлова. После потписивања „Мајског манифеста“ Дмитар Влахов је био опозван од стране бугарске владе.
Од 1925. до 1944. године је био члан Бугарске комунистичке партије. Од 1936. до 1944. године је живео у Совјетском Савезу. У емиграцији је био уредник „Македонског дела“ У Бечу, Берлину и Паризу. У Паризу је сарађивао са Георгим Димитровом.
Након напада Немачке на Совјетски Савез 1941, учествовао је у раду Свесловенског конгреса као представник македонског народа.
Године 1944. се враћа у Југославију и постаје члан Централног комитета Комунистичке партије Македоније. На Другом заседању АВНОЈ-а 1943, у одсуству је био изабран за потпредседника Президијума Народне скупштине ФНРЈ. На Другом заседању АСНОМ-а у децембру 1944, био је изабран за члана Президијума АСНОМ-а.
Био је председник Народног фронта Македоније, а касније Социјалистичког савеза радног народа Македоније.
Године 1946, био је члан југословенске делегације на Париској мировној конференцији.
На Шестом конгресу КПЈ 1952, био је изабран за члана Централне ревизионе комисије КПЈ.
Умро је 7. априла 1953. године у Београду.